# Středoamerická fotbalová unie

mapa členských států UNCAF

Středoamerická fotbalová unie (španělsky Unión Centroamericana de Fútbol, anglicky Central American Football Union), více známá pod zkratkou UNCAF, je fotbalová asociace, která sdružuje národní fotbalové svazy 7 středoamerických států. UNCAF je součástí CONCACAFu (fotbalové asociace Severní Ameriky, Střední Ameriky a Karibiku). Do roku 2017 UNCAF pořádal Středoamerický pohár. 

## Přehled členů
| Stát      | Pořadí ve světovém žebříčku FIFA (16. září 2019) |
| --------- | ------------------------------------------------ |
| Kostarika | 44.                                              |
| Honduras  | 67.                                              |
| Salvador  | 68.                                              |
| Panama    | 74.                                              |
| Nikaragua | 137.                                             |
| Guatemala | 144.                                             |
| Belize    | 167.                                             |